# راکی ریور (میشیگان)
راکی ریور (میشیگان) (به انگلیسی: Rocky River (Michigan)) رودخانه‌ای است که در ایالات متحده آمریکا جریان دارد.